# Dorcasominae
De Dorcasominae vormen een onderfamilie van kevers uit de familie van de boktorren (Cerambycidae).

## Geslachten
De Dorcasominae omvatten de volgende geslachten:
- Afroartelida Vives & Adlbauer, 2005
- Afrocrisis Vives, 2009
- Apiocephalus Gahan, 1898
- Apterotoxitiades Adlbauer, 2008
- Borneophysis Vives & Heffern, 2006
- Capetoxotus Tippmann, 1959
- Capnolymma Pascoe, 1858
- Dorcasomus Audinet-Serville, 1834
- Epitophysis Gressitt & Rondon, 1970
- Formosotoxotus Hayashi, 1960
- Kudekanye Rice, 2008
- Lycosomus Aurivillius, 1903
- Microcapnolymma Pic, 1928
- Micromelopus Quedenfeldt, 1885
- Otteissa Pascoe, 1864
- Pachyticon Thomson, 1857
- Paratophysis Gressitt & Rondon, 1970
- Trypogeus Lacordaire, 1869